# Geschlossene periphervenöse Kathetersysteme

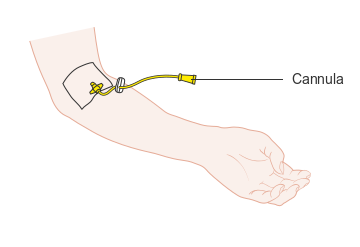
Geschlossenes Venenkathetersystem zur peripheren Anwendung

Geschlossene periphervenöse Kathetersysteme sind Katheter mit integrierter Schlauchverlängerung, die durch eine spezielle Membran  verschlossen sind und mittels Luer-Lock mit Blutentnahmeröhrchen oder Infusions- und Injektionszubehör verbunden werden können. Im Gegensatz zum Zentralen Venenkatheter wird ein periphervenöser Zugang in eine Armvene in der Ellenbeuge oder auf dem Handrücken gelegt; in einigen Fällen auch am Fuß.

## Aufbau und Anwendung
Das System besteht aus einem Venenkatheter, der fest mit einem kurzen Kunststoffschlauch verbunden ist. Der Schlauch verfügt über eine Klemme sowie ein oder zwei Luer-Lock-Verbindungsstücke (Konnektoren) bzw. einem Drei-Wege-Hahn, an denen Infusionsleitungen, Injektionsspritzen und Blutentnahmeröhrchen angeschlossen werden können. 
Der Katheter wird mit einer darin befindlichen Stahlkanüle in einer peripheren Vene platziert. Die Stahlkanüle wird herausgezogen, dabei wird der Katheter vollständig von einer Membran, dem sogenannten Septum, verschlossen. So kann kein Blut austreten, und es wird ein luftdichter, steriler, nadelfreier Gefäßzugang für Flüssigkeits- und Medikamentengabe sowie zur Blutentnahme ermöglicht. Die Verbindungsstücke sind fest am Verlängerungsschlauch angebracht, so dass kontaminationsriskante Manipulationen beim Anschließen bzw. Entfernen von Zubehör nahe der Einstichstelle unterbleiben.

## Hintergründe des Einsatzes
In Deutschland kommt es bei rund 900 Patienten mit zentralem Gefäßkatheter durch herkömmliche Katheter jährlich zu so genannten katheter-assoziierten Infektionen, die von einer „einfachen“ Venenentzündung (Phlebitis) bis zur Sepsis reichen. 
Diese Gefahr besteht auch bei periphervenösen Zugangssystemen. Jedoch werden diese Infektionen derzeit nicht im Krankenhaus-Infektions-Surveillance-System (KISS) des Nationalen Referenzzentrums für Surveillance von nosokomialen Infektionen (NRZ) erfasst.
Die Öffnungen am Konus von Venenkathetern oder an Dreiwegehähnen stellen Eintrittspforten für Krankheitserreger dar. Hygienefehler beim Öffnen, beim Ansetzen von Zubehör oder beim Verschluss können Infektionen begünstigen. Um das Risiko zu senken, wurden Membrankonnektoren mit einer Ventilfunktion entwickelt, die als Verschluss auf Dreiwegehähne oder auf das Ansatzstück von Verweilkanülen aufgeschraubt werden können. Benötigtes Zubehör wird direkt an den Konnektor angesetzt. Ventilmembrankonnektoren öffnen sich, indem der Spritzenkonus eine Gummimembran nach innen drückt. Dadurch schiebt sich eine im Inneren des Konnektors liegende Stahlkanüle in den Spritzenkonus vor. Beim Split-Septum-Konnektor öffnet sich eine zweiteilige Kunststoffmembran bei Ansetzen der Spritze wie eine Schiebetür.

## Vergleich zum offenen System
Bei Anlage einer herkömmlichen „offenen“ Venenverweilkatheter muss die punktierte Vene beim Herausziehen der Stahlkanüle kurz zugedrückt werden, damit kein Blut austritt. Außerdem müssen notwendige Zubehörteile direkt am Katheter angebracht bzw. entfernt werden. Durch solche Manipulationen nahe der Einstichstelle wird der Katheter immer etwas bewegt, was das Gewebe zusätzlich zur erhöhten Kontaminationsgefahr reizt und damit das Risiko einer Venenentzündung steigt.
Durch Verwendung der geschlossenen Kathetersysteme, die nicht erst zusammengesetzt werden müssen, verringert sich das Entzündungsrisiko und damit auch die Gefahr einer gefährlichen Sepsis. Gebrauchsfertige Spüllösungen können das Infektionsrisiko zusätzlich minimieren.
Außerdem können geschlossene Kathetersysteme länger als offene belassen werden; im Mittel etwa 144,5 Stunden im Vergleich zu etwa 99 Stunden.